# Gambelia (plante)
Cet article concerne la genre de plantes. Pour le genre de lézard, voir Gambelia (lézard).
Genre
Gambelia est un genre de plantes de la famille des Plantaginaceae.

## Liste d'espèces
Selon BioLib (11 novembre 2017) et ITIS (11 novembre 2017) :
- Gambelia speciosa Nutt.

Selon GRIN (11 novembre 2017) :
- Gambelia juncea (Benth.) D. A. Sutton
- Gambelia speciosa Nutt.

Selon The Plant List (11 novembre 2017) et Tropicos (11 novembre 2017) (Attention liste brute contenant possiblement des synonymes) :
- Gambelia glabrata (Brandegee) D.A. Sutton
- Gambelia juncea (Benth.) D.A. Sutton
- Gambelia rupicola (Brandegee) D.A. Sutton
- Gambelia speciosa Nutt.